# Мартехов, Василий Фёдорович
Василий Фёдорович Мартехов (1917—1943) — советский офицер-танкист, участник Великой Отечественной войны, мастер танкового боя, Герой Советского Союза. Всего за годы войны на боевом счету командира танковой роты 27-й отдельной гвардейской танковой бригады гвардии старшего лейтенанта В. Ф. Мартехова и его танковых экипажей — 14 подбитых и уничтоженных танков противника.

## Биография
Василий Мартехов родился 1 апреля 1917 года в семье шахтёра-эмигранта из России на руднике Бигрон в штате Огайо. В 1921 году семья вернулась на родину его отца — в Белоруссию. С 1939 года жил в Алма-Ате.
Член ВКП(б) с 1940 года. В 1939 году был призван в Красную Армию, в 1941 году окончил Харьковское танковое училище. С июля 1941 года участвовал в боях Великой Отечественной войны. В сентябре был тяжело ранен, но вскоре вернулся на фронт в 121-ю танковую бригаду (будущая 27-я гвардейская танковая бригада).
Участвовал в боях под Сталинградом. На станции Морозовка в составе группы из пяти танков ворвался на немецкий аэродром и в упор расстреливал самолёты противника. 19 ноября 1942 года его рота после быстрой атаки смогла первой ворваться в расположение обороны противника. 26 января 1943 года Мартехов первым на своем танке соединился с танкистами 62-й армии.
Участник сражения на Курской дуге под Белгородом. С 5 по 12 июля 1943 года танковая рота под его командованием в боях в Шебекинском районе Белгородской области уничтожила 3 танка, 6 самоходных артиллерийских установок, 3 миномёта, 8 пушек и 300 солдат и офицеров противника.
Погиб 12 июля 1943 года в бою у села Нижний Ольшанец. Машина Мартехова осталась подбитой на нейтральной полосе. Товарищам не удалось отбуксировать повреждённый танк. Экипаж продолжал героически сражаться. Под покровом ночи фашисты взорвали танк. В. Ф. Мартехов вместе с товарищами погиб. Был похоронен на поле боя, позднее его прах был перенесён в братскую могилу в селе Вознесеновка.
На боевом счету Василия Мартехова числилось 14 уничтоженных танков, 22 орудия, 19 миномётов, 16 автомашин, 7 пулемётных точек и свыше 800 солдат и офицеров противника.

## Награды
- 26 октября 1943 года указом Президиума Верховного Совета СССР гвардии старшему лейтенанту Мартехову Василию Фёдоровичу «за образцовое выполнение заданий командования и проявленные мужество и героизм в боях с немецко-фашистскими захватчиками» было посмертно присвоено звание Героя Советского Союза[2];
- орден Ленина (26 октября 1943, посмертно);
- два ордена Красной Звезды (15 января 1942, 6 ноября 1942).

## Память
- В память о Василии Мартехове названа улица в Алматы, в селе Вознесеновка установлена мемориальная доска.
- Мартехов был навечно зачислен в списки Ташкентского высшего танкового командного училища имени маршала Рыбалко.